# Костиков, Олег Евгеньевич
Олег Евгеньевич Костиков (25 апреля 1969, Симферополь, Украинская ССР, СССР) — советский и украинский футболист, нападающий.

## Биография
Воспитанник симферопольского футбола. Первый тренер — Вячеслав Портнов. Начинал играть в команде «Океан» (Керчь). Воинскую службу проходил в одесском СКА, за который сыграл более 100 матчей чемпионата СССР. После армии играл в командах «Таврия» (Симферополь), «Колос» (Никополь), «Погонь» (Седльце).
В декабре 1994 года сыграл два матча в чемпионате Украины по мини-футболу за «ВОМВ-Газ» (Евпатория).
4 марта 1995 года в составе «Таврии» сыграл один матч в высшей лиге Украины (против «Черноморца», 2:0). В том же году провёл ещё 4 игры высшей лиги за СК «Николаев».
В 1996 году сыграл несколько матчей в армянском «Титане». В 1997 в составе «Олкома» играл только в Кубке.